# Пратковиці
Пратковиці (пол. Pratkowice) — село в Польщі, у гміні Вельґомлини Радомщанського повіту Лодзинського воєводства.
Населення — 189 осіб (2011).
У 1975-1998 роках село належало до Пйотрковського воєводства.

## Демографія
Демографічна структура станом на 31 березня 2011 року:
|          | Загалом | Допрацездатний вік | Працездатний вік | Постпрацездатний вік |
| -------- | ------- | ------------------ | ---------------- | -------------------- |
| Чоловіки | 103     | 21                 | 62               | 20                   |
| Жінки    | 86      | 19                 | 38               | 29                   |
| Разом    | 189     | 40                 | 100              | 49                   |